# Widzenie stereoskopowe
Widzenie stereoskopowe (widzenie przestrzenne) – obuoczna percepcja głębi i odległości, rodzaj postrzegania wzrokowego umożliwiający ocenianie odległości do widzianych przedmiotów. Zdolność widzenia stereoskopowego występuje najczęściej u drapieżników. Jest też charakterystyczna dla ssaków naczelnych, w tym małp i ludzi.

## Mechanizm działania
W głowie zwierzęcia (w tym człowieka) dwie gałki oczne umieszczone są obok siebie i skierowane w tym samym kierunku. W efekcie dwupunktowej percepcji powstają dwa, bardzo podobne do siebie, obrazy otoczenia, które mózg składa w jeden obraz. Na podstawie różnic w obrazach uzyskiwanych przez oczy, mózg tworzy informacje o odległości do obserwowanych przedmiotów oraz ich właściwościach.
Oczy są względem siebie przesunięte. Każdy przedmiot widoczny na obu obrazach znajduje się pod trochę innym kątem. Oko obraca się, aż przedmiot znajdzie się na jego osi. W efekcie obie gałki oczne obserwują ten sam punkt na postrzeganym obiekcie. Korzystając ze znanego kąta patrzenia oczu oraz na podstawie ich rozstawu, kora wzrokowa oblicza odległość do przedmiotu.
Już same różnice pomiędzy obrazami też zawierają sporą informację o odległości. W efekcie kora wzrokowa, stosując szereg technik, buduje trójwymiarowy model otoczenia.

## Zalety i wady
Dzięki widzeniu stereoskopowemu zwierzęta nocne mogą lepiej radzić sobie w ciemności. Jednocześnie u istot bardziej zaawansowanych ewolucyjnie powstała kora wzrokowa pozwalająca określić odległość do postrzeganych przedmiotów.
Wadą widzenia stereoskopowego jest znaczne ograniczenie kąta widzenia. Większość zwierząt mających oboje oczu z przodu głowy widzi tylko w zakresie ok. 100° w poziomie. Jeżeli oczy znajdują się na bokach głowy, zakres kąta widzenia może zbliżyć się nawet do 270°. Wyjątkowy pod tym względem jest rekin młot. Charakterystyczna budowa głowy umożliwia mu widzenie stereoskopowe, a jego pole widzenia obejmuje 360°. Tak duży kąt widzenia pozwala uniknąć ataku drapieżnika, niezależnie od jego kierunku.

## Odtwarzanie głębi
Istnieje szereg urządzeń pozwalających na widzenie stereoskopowe niedostępnych normalnie obiektów. Są to przede wszystkim stereoskopy, które dały podstawę budowy narzędzi takich jak mikroskopy optyczne z dwoma okularami czy okulary wirtualnej rzeczywistości.
Masowym zastosowaniem widzenia stereoskopowego jest kino IMAX oraz kino cyfrowe 3D, gdzie widz obserwuje każdym okiem inny obraz na ekranie kinowym. Stwarza to złudzenie głębi widzenia.

## Problemy z widzeniem stereoskopowym
Ludzie pozbawieni jednego oka lub cierpiący na zeza mają problemy z postrzeganiem odległości. Jednak nawet w takiej sytuacji odległość może zostać określona, jeżeli człowiek poruszy głową, zmieniając pozycje jedynego widzącego oka.